# Сонце в тенетах
«Сонце в тенетах» (Slnko v sieti, також перекладається як «Сонячні  промені у сітці» або «Ловець сонця» ) — фільм 1963 року, який став ключовим у розвитку словацького та чехословацького кінематографа, його відхід від офіційно дозволеного соцреалізму, репресивних 1950-х років, у бік чехословацької нової хвилі та соціально критичного або експериментального кіно 1960-х років, відзначеного поступовим послабленням комуністичного контролю. «Сонце в тенетах» наприкінці 1990-х років отримав кілька голосів під час широкомасштабного опитування чеських і словацьких кіноакадеміків і кінокритиків, яких просили скласти список 10 найкращих фільмів в історії кіновиробництва колишньої Чехословаччини.

## Сюжет
Фільм починається з того як молодий студент Ольдріх Файтак (Маріан Бєлік) та його дівчина Бела Блажейова (Яна Белакова) готуються споглядати повне затемненя сонця на даху. Згодом вони сваряться через те що Ольдріх (його кличка «Файтак») доволі грубо словесно ображає Беллу. Для того аби відволіктись він відправляється до літнього колгоспного робочого табору, де фактично починає стосунки з іншою дівчиною, так само як Белла заводить стосунки з дргом Ольдріха - Петьо. Паралельно ведеться розповідь про  напружене домашнє життя Бели, що головним чином проявляється у безпорадності її сліпої матері (Елішка Носальова), та стражданнях її батька (Андрей Вандлік) котрий переживає через розрив зі своїм батьком дідом Белли (Адам Янчо), що живе в селі, де Файоло знаходить розраду в обіймах Яни (Ольга Шалагова). 
В той час як Файоло починає розбиратися в проблемах дідуся Бели, вона, своєю чергою, дозволяє своєму новому хлопцю Петьо (Любо Роман) читати та висміювати щирі, повні каяття листи Файоло з ферми. Коли Файоло повертається то примирює між собою батька та діда Белли, однак дізнається що та давала його листи, котрі він адресував особисто їй, Петьо й свариться з нею назавжди.
Сонячне затемнення, яке головні герої ледве бачать крізь густі хмари на початку фільму, замінюється літніми та осінніми зображеннями сонця , які постають перед героями в різні моменти фільму через риболовецьку сітку рибацького понтона на Дунаї, який Файоло та Петьо знайшли незалежно один від одного й використовували як майданчик для плавання, місце для роздумів про життя чи спроби спокусити Белу. Однак, в кінці фільму, коли Бела приводить свою матір і брата Майло (Пітер Лоботка) на понтон після серії міжособистісних криз, понтон стоїть на суші, тому що рівень води впав, і фільм закінчується тим, що Бела і Майло брешуть своїй сліпій матері про те, що вони бачать, як сонце плескається в тенетах.

## Акторський склад
- Маріан Бєлік — Олдріх «Файоло» Файтак
- Яна Бєлакова — Бела Блажейова
- Елішка Носальова — Мати, Станіслава «Станка» Блажейова
- Андрей Вандлік — батько, Ян «Яно» Блажей
- Пітер Лоботка — син/брат Міло Блажей
- Адам Янчо — скиртяр, батько/дід
- Павол Хробак — механік
- Любо Роман — Петьо
- Ольга Шалагова — Яна

Режисер навмисне обирав маловідомих акторів (як наприклад Елішку Носалеву та Андрея Вандліка, обидва з театру SNP у Мартіні) або неакторів взагалі, яких дублювали — Міхал Дочоломанський — студент театрального університету, а пізніше зірка словацького кіно, і Вілям Полоні — професійний актор. 
Виконавець ролі Петьо — Любо Роман, на той час студент акторського факультету, став успішним актором, театральним адміністратором і зрештою політиком. Яна Бєлакова — виконаввиця ролі Белли походить із сім’ї співачки, мала незначний досвід у кількох телевізійних постановках і після ролі в «Сонце в тенетах» почала кар’єру співачки.

## Режисер
Штефан Угер закінчив Празьку кіношколу FAMU у 1955 році. Серед його однокурсників були майбутні режисери Мартін Голлі-молодший і Петер Солан, які також почали працювати на кіностудії «Koliba»  після закінчення навчання. Угер спочатку працював у відділі короткометражних фільмів. А «Сонце в тенетах» став його другим повнометражним фільмом. Його першою повнометражною роботою був фільм «Ми з 9-А» («My z deviatej A», 1962) про життя 15-річних учнів та їхню школу. Слідом за «Сонцем у тенетах» Угер зняв ще два фільми за сценаріями того ж автора Альфонца Беднара та за участи оператора — Станіслава Шомолані, пізніше професора операторського мистецтва в Університеті сценічних мистецтв у Братиславі. Ці фільми: «Орган» («Organ», 1964)  та «Три дочки» («Tri dcéry», 1967). Оригінальний музичний супровід фільму «Сонце в тенетах» написав композитор Ілля Зеленка, який також працював з Угером над «Ми з 9-А» та продовжував працювати з ним над ще шістьма фільмами. Кінострічка Угера «Вона пасла коней на бетоні» («Pásla kone na betóne», 1982) залишалася однією з найпопулярніших вітчизняних постановок у Словаччині протягом 2000-х років.

## Сценарій
Сценарист Альфонз Беднар на момент зйомок фільму уже був визнаним письменником, за свою помірно нонконформістську художню прозу. Вивчав латинську, словацьку та чеську мови в університетах Праги та Братислави. Він також був знайомий з американською та британською художньою літературою та перекладав Ернеста Хемінгуея, Джека Лондона, Говарда Фаста та інших авторів.
Беднар приєднався до кіностудії «Koliba» у 1960 році. Його першою сценарною роботою був власне сценарій «Сонця в тенетах». В основу він поклав три оповідання «Внесок Файоло» (Fajolov príspevok), «День понтона» (Pontónový deň) та «Золоті ворота» (Zlatá brána). Найімовірнішим джерелом центральної теми було сонячне затемнення (95%), яке відбулося в Центральній Європі 15 лютого 1961 року. 
Додаткове натхнення для символічної побудови сюжетної лінії могло походити від стародавніх сонячних мітів, які були доступні в Європі у все більш численних публікаціях принаймні з 1865 року. Спеціальний міт про Сонце у сітці був привезений з Полінезії, більш загальні міти про ловлю Сонця приписують доколумбовій Америці, деякі з опублікованих сонячних мітів можуть датуватися індоєвропейською передісторією.  Можливі асоціації з Sol Invictus та іншими сонячними мітами.

## Значимість
На початку 1960-х років у Чехословаччині спостерігалося деяке послаблення комунізму. «Сонце в тенетах» став першим фільмом, який використав цю нову атмосферу.  Фільм приніс низку неприйнятних до цього часу соціальних і політичних тем:
- далекі, можливо, байдужі батьки
- чоловік-розпусник
- підлітки, що часто змінюють партнерів
- спроба самогубства
- погано кероване колективне господарство
- зневажливе ставлення до «добровільної» праці

Жодне з цих питань не вирішується «позитивним» чином. Основна сюжетна лінія — злети та падіння у стосунках двох підлітків — реалістичність і новизна міського життя, натяки на деякі соціальні та політичні табу; загалом усе це не залишилися поза увагою глядачів і не могло бути не помічене цензорами. «Сонце в тенетах» вийшло за рамки й показало артистам і глядачам те, що влада не могла, але була змушена дозволити. 
Крім спроб Штефана Угера подолати суворі вимоги соціалістичного реалізму, режисер надихався деякими тенденціями (західно) європейського кіно та культури 1950-х років. Серед них були сліди італійського неореалізму, стриманий стиль фільму, натяк на модний екзистенціалізм у діалогах і спроби cinéma-vérité, тощо. Деякі риси фільму надихнули студентів FAMU, які невдовзі зняли серію фільмів, відомих як Чехословацька/Чеська нова хвиля.